# Bobby Smiles
Bobby Smiles är en fiktiv seriefigur skapad av tecknaren Hergé och som medverkar i ett av Hergés verk om Tintin. Karaktären medverkar första gången på sida 12 i Tintin i Amerika som först publicerades 1932.
Bobby Smiles är chef för en organisation som konkurrerar med Al Capone och erbjuder Tintin 2.000 dollar i månaden om han bekämpar Al Capone och även en bonus på 20.000 dollar om Tintin dödar honom.

## Konspirationer mot Tintin
Bobby Smiles försöker få Tintin dödad vid flera tillfällen:
- Försöker förgifta honom med giftig gas.
- Försöker få indianer att döda honom.
- Binder Tintin och lägger honom på ett järnvägsspår.
- Försöker spränga Tintin i luften.